# Nowe Dwory (województwo wielkopolskie)
Nowe Dwory – wieś w Polsce położona w województwie wielkopolskim, w powiecie czarnkowsko-trzcianeckim, w gminie Wieleń.

## Historia
Druga (po Olędrach Ujskich) osada olęderska w Wielkopolsce, założona w 1601.
W latach 1975–1998 miejscowość położona była w województwie pilskim.

## Zabytki
- kościół Narodzenia św. Jana Chrzciciela